# Stormo aereo maltese
Lo stormo aereo maltese (in inglese Air Wing of Armed Forces of Malta, in maltese Forza tal-Ajru tal-Forzi Armati ta' Malta) è la componente aeronautica delle forze armate maltesi, l'organizzazione di difesa della Repubblica di Malta, che è stata formata dopo l'indipendenza dell'isola dal Regno Unito.

## Storia
Lo stormo aereo maltese nasce nel 1973 come "Helicopter Flight", squadriglia elicotteri, delle Armed Forces of Malta. Dal 1980 al 1988 passa sotto il comando della Task Force. Nel 1992 viene ridenominato "Air Squadron" e posto al comando del 2nd Regiment, l'unità interforze che riunisce anche le forze navali. Con la riforma del 2006 l'unità viene elevata a livello di reggimento/stormo indipendente, con la denominazione di "Air Wing".

## Compiti
Come branca aerea delle AFM, lo stormo maltese assicura con i suoi mezzi ad ala fissa e rotante la ricognizione, il trasporto truppe ed il supporto di fuoco alle forze di terra. Effettua la sorveglianza marittima e la ricerca e soccorso (SAR) sia da terra che con l'elicottero imbarcato sul pattugliatore P61. Tra i compiti non prettamente militari, è impiegato nel MEDEVAC, nel CASEVAC e nel trasporto VIP per il governo maltese.

## Organizzazione
- Quartier generale dello stormo: riveste il compito di comando, controllo e coordinamento degli squadrons e delle unità minori, al fine di garantire un elevato livello di disponibilità per rispondere alle diverse esigenze operative sia a livello locale che in caso di rischieramento all'estero.
- Quartier generale di squadrone: fornisce supporto logistico alle unità operative dello stormo. È responsabile della gestione dei trasporti, delle forniture, dell'amministrazione ed in generale di tutte le attività necessarie per il funzionamento quotidiano dei reparti. Una apposita sotto-unità, la "divisione logistica integrata", ha la responsabilità delle manutenzione, dell'approvvigionamento di pezzi di ricambio per gli aeromobili.
- Squadrone operativo: è la pedina operativa dello stormo ed è strutturata su quattro squadriglie ed unità minori:
  - Squadriglia ad ala fissa: raggruppa gli aeromobili ad ala fissa; i compiti principali della squadriglia sono il pattugliamento marittimo, il contrasto all'immigrazione clandestina, il controllo della pesca.
  - Squadriglia ad ala rotante: gestisce tutte le attività elicotteristiche, tra le quali il SAR ed il servizio di aeroambulanza verso i due principali ospedali dell'arcipelago.
  - Sezione ricerca e salvataggio: è una piccola unità di personale specializzato nel salvataggio, sia in ambiente marino che in quello terrestre. Ogni soccorritore è qualificato per il primo soccorso e per il salvataggio in acqua, alle quali si aggiungono particolari specializzazioni.
- Squadrone di supporto: è lo squadrone più grande e garantisce la prontezza operativa degli aeromobili, eseguendo sia la manutenzione di routine che quella di secondo livello. Valuta i requisiti di sicurezza necessari per l'autorizzazione al volo e stende i manuali di manutenzione. Il personale di terra comprende anche quello addetto al servizio anti-incendio sulle piste ed al rifornimento degli aeromobili.

### Missione Italiana di Assistenza Tecnico Militare
La collaborazione con le forze armate italiane risulta particolarmente fattiva nel settore aeronautico. Nell'ambito della Missione Italiana di Assistenza Tecnico Militare, l'Aeronautica Militare italiana fornisce per il servizio SAR, integrato a livello europeo, due elicotteri AB212 con relativi equipaggi, personale tecnico e personale di terra che garantisce la disponibilità 24 ore al giorno, sette giorni su sette. Normalmente questi elicotteri volano con un pilota italiano ed uno maltese, un tecnico di volo italiano e due aero-soccorritori maltesi.

## Aeromobili in uso
Sezione aggiornata annualmente in base al World Air Force di Flightglobal del corrente anno. Tale dossier non contempla UAV, aerei da trasporto VIP ed eventuali incidenti accorsi durante l'anno della sua pubblicazione. Modifiche giornaliere o mensili che potrebbero portare a discordanze nel tipo di modelli in servizio e nel loro numero rispetto a WAF, vengono apportate in base a siti specializzati, periodici mensili e bimestrali. Tali modifiche vengono apportate onde rendere quanto più aggiornata la tabella.
Lo stormo schiera in totale 4 aerei e 6 elicotteri. Dalla sua fondazione non ha mai operato né aerei a reazione né aerei da caccia.
| Aeromobile                        | Origine     | Tipo                              | Versione (denominazione locale) | In servizio (2024) | Note | Immagine |
| Aerei da pattugliamento marittimo |             |                                   |                                 |                    | |          |
| Britten-Norman BN-2 Islander      | Regno Unito | Aereo da pattugliamento marittimo | BN-2B-26                        | 1                  | 1 BN-2B-26 Islander acquistato di seconda mano sul mercato civile e consegnato nel dicembre 1995. Successivamente modificato con un muso più grande per ospitare un radar di ricerca. Un secondo esemplare, un BN-2T, acquistato alla fine del 1997 e modificato allo standard BN-2B-26 prima di essere consegnato nel 1998. Sul secondo aereo non è montato alcun radar. |          |
| Beechcraft B200 King Air          | Stati Uniti | aereo da pattugliamento marittimo | B200                            | 3                  | 3 B200 consegnati. Equipaggiati con il radar da sorveglianza Telephonics Corporation RDR-1700B Il primo è entrato in servizio a febbraio 2011, il secondo a marzo 2012. |          |
| Elicotteri                        |             |                                   |                                 |                    | |          |
| Sud-Aviation SA 316 Alouette III  | Francia     | elicottero utility SAR            | SA 316B                         | 2                  | 3 elicotteri del distaccamento dell'Al-Quwwat al-Jawwiyya al-Libiyya, lasciati dai libici alla loro partenza nel 1980, revisionati nel 1991 a Tolone ed immessi in servizio, spesso impiegati in operazioni congiunte con il Maritime Squadron. |          |
| AgustaWestland AW139              | Italia      | SAR                               | AW139                           | 3                  | 2 AW139 ordinati nel 2012 e consegnati tra il 2014 e il 2015, più 1 ordinato nel 2015 e consegnato nel gennaio del 2017. |          |

## Aeromobili ritirati
- Agusta-Bell AB-47G2 -  3 esemplari (1972-2002)[11]
- Bell 47G2 - 1 esemplare (1972-2002)[11]
- Agusta-Bell AB206A - 1 esemplare (1973-1997)[12]
- Cessna O-1 Bird Dog - 5 esemplari (1992-2000)[13][14]
- Breda-Nardi NH500M - 2 esemplari (1992-2004)[15]
- CASA C-212 Aviocar - 1 esemplare (2009-?)[16]